# Boris Gratchev
Pour les articles homonymes, voir Gratchiov.
Boris Pavlovitch Gratchev ou Gratchiov (en russe : Борис Павлович Грачёв, transcription anglaise : Boris Grachev), né le 27 mars 1986, est un joueur d'échecs russe, grand maître international (GMI) depuis 2007.
Au 1er décembre 2019, il est le 38e joueur russe avec un classement Elo de 2 614 points.

## Biographie et carrière
En 1995, il est vice-champion du monde des moins de 10 ans. 
En 2008, il remporte le tournoi de blitz à Bienne. En 2009, il finit 1er-11e du championnat d'Europe d'échecs individuel (septième au départage) et remporte l'open du festival d'échecs de Bienne 2009. En 2010, il finit 3e6e de l'Open Aeroflot. Il finit deuxième du tournoi de Noël de Zurich.
En 2014, il se qualifia pour la super-finale du championnat de Russie d'échecs et marqua 4 points sur 9.

### Coupes du monde
| Année | Lieu            | Résultat      | Ultime adversaire      | Adversaires battus |
| ----- | --------------- | ------------- | ---------------------- | ------------------ |
| 2009  | Khanty-Mansiïsk | premier tour  | Mateusz Bartel         |                    |
| 2011  | Khanty-Mansiïsk | deuxième tour | Lê Quang Liêm          | Ievgueni Romanov   |
| 2015  | Bakou           | premier tour  | Aleksandr Motyliov     |                    |
| 2017  | Tbilissi        | deuxième tour | Maxime Vachier-Lagrave | Hrant Melkoumian   |